# 阿雷尼利亞斯縣
阿雷尼利亞斯縣（西班牙語：Cantón Arenillas），是厄瓜多爾的縣份，位於該國南部，由埃爾奧羅省負責管轄，始建於1955年11月11日，面積803平方公里，2001年人口22,477，人口密度每平方公里27.99人。